# Acetato de vinila
Acetato de vinila é o composto orgânico com a fórmula CH3COOCH=CH2. Este líquido incolor com um odor pungente é o precursor para um importante polímero, o acetato de polivinila (PVA). Como outros compostos industrialmente significantes, acetato de vinila tem numerosos nomes e acrônimos.

## Preparação
A principal rota de obtenção industrial envolve a reação de etileno e ácido acético com oxigênio na presença de catalisador de paládio.
C2H4  +  CH3CO2H  +  1⁄2 O2 → CH3CO2CHCH2  +  H2O